# Endasys sheni
Endasys sheni là một loài tò vò trong họ Ichneumonidae.